# International Road Cycling Challenge
L'International Road Cycling Challenge (oficialment "Aquece Rio-International Road Cycling Challenge") va ser una cursa ciclista d'un dia que es disputà el 16 d'agost de 2015 a Rio de Janeiro (Brasil).
Aquesta prova va servir de test de cara als Jocs Olímpics d'Estiu de 2016, i també va puntuar pel calendari de l'UCI Amèrica Tour 2015. Els ciclistes van córrer pel futur recorregut de la prova en ruta i ho van fer representant les seves seleccions. El vencedor final fou el francès Alexis Vuillermoz per davant del belga Serge Pauwels i del seu compatriota Romain Bardet.

## Classificació general
|    | Ciclista          | Equip      | Temps      |
| -- | ----------------- | ---------- | ---------- |
| 1  | Alexis Vuillermoz | França     | 4h 20' 27" |
| 2  | Serge Pauwels     | Bèlgica    | + 22"      |
| 3  | Romain Bardet     | França     | m. t.      |
| 4  | Tony Gallopin     | França     | m. t.      |
| 5  | Iuri Trofímov     | Rússia     | m. t.      |
| 6  | Thibaut Pinot     | França     | + 24"      |
| 7  | Kléber Ramos      | Brasil     | + 3'42"    |
| 8  | Warren Barguil    | França     | + 4'24"    |
| 9  | Ben Swift         | Regne Unit | + 6'56"    |
| 10 | Simon Clarke      | Austràlia  | m. t.      |